# Max Clairon d’Haussonville
Karl Friedrich Bernhard Maximilian Graf Clairon d’Haussonville (* 12. Dezember 1836 in Gotha; † 28. Januar 1899 in Merseburg) war ein deutscher Verwaltungsjurist.

## Herkunft
Graf Clairon d’Haussonville war Angehöriger der Familie Clairon d’Haussonville. Seine Eltern waren der Generalmajor Bernhard Clairon d’Haussonville (1796–1857) und dessen zweite Ehefrau Ida von Wangenheim (1807–1838).

## Leben
Er studierte Rechtswissenschaft an der Friedrichs-Universität Halle, wo er seit 1855 Mitglied des Corps Palaiomarchia war. Das Corps verlieh ihm später die Ehrenmitgliedschaft. 1857 wurde er Auskultator, im Januar 1859 Regierungsreferendar und 1863 Regierungsassessor. 1865 wurde er  Landrat des  Kreises Lublinitz und 1867 Landrat des  Kreises Rosenberg in Oberschlesien. Seit 1881 Oberregierungsrat bei der Regierung in Köslin, wurde er 1882  Regierungspräsident ebenda und 1893 bis zu seinem Tode Regierungspräsident der  Regierung in Kassel. Als Mitglied der Deutschkonservativen Partei war er von 1879 bis 1885 und von 1887 bis 1893 Abgeordneter des Preußischen Landtags für den Wahlkreis Kreuzburg-Rosenberg.
Er heiratete am 2. Juni 1864 die Gräfin Ella (Tusnelda) von Garnier-Turawa (* 30. Dezember 1843). Das Paar hatte mehrere Kinder:
- Anton-Clairon Constantin Bernhard Max (* 3. Februar 1866; † 22. April 1913), Parlamentarier ⚭ Editha von Puttkamer
- Max Constantin Karl Wolfgang (* 28. Mai 1869; † 21. April 1923), Landrat des Kreises Landsberg (Warthe)[6]
- Konstantin Karl Hans Siegfried (* 22. Dezember 1870; † 13. Mai 1909) ⚭ I. 1894 Freda von Garnier (* 19. Juni 1873), gerichtlich geschieden im April 1096; ⚭ II. 1907 Anna von Rheinbaben (* 3. August 1882) (mit beiden Ehefrauen Kinder)
- Elisabeth Bernada Fanny Eva (* 4. Juni 1878) ⚭ Wilhelm August von Schmeling (* 4. Juli 1869; † 7. Juni 1934), Landrat, Sohn von August von Schmeling

Max Clairon d’Haussonville war Mitglied im Johanniterorden und wurde 1898 dort Rechtsritter.